# Atrocity
Atrocity („Gräueltat“, „Abscheulichkeit“) ist eine deutsche Metal-Band mit Wurzeln im Death Metal.

## Bandgeschichte
Die Band wurde im Jahre 1985 von Alexander Krull, Mathias Röderer, Frank Knodel, René Tometschek und Gernot Winkler unter dem Namen Instigators in Ludwigsburg gegründet. In dieser Besetzung nahm die Band, bereits unter dem Namen Atrocity, 1988 ein Demo mit dem Titel Instigators auf. Noch vor Erscheinen der EP Blue Blood, welche innerhalb der Szene einigen Erfolg hatte, trennte sich die Band von Winkler und Knodel. Tometschek verließ die Band wenig später. Neuer Schlagzeuger wurde Michael Schwarz, den Bass übernahm Oliver Klasen und Richard Scharf stieg als Gitarrist in die Band ein.
Ihr erstes Album Hallucinations mit Cover von HR Giger erschien 1990. Die Songs wurden in nur acht Tagen während einer Tour mit Carcass im Morrisound Recording in Tampa, Florida unter der Regie von Scott Burns eingespielt. Das nächste Album Todessehnsucht fällt wegen seiner ausgeprägten klassischen Elemente auf, so wurden beispielsweise vier Opernsänger um Mithilfe gebeten. Beim nachfolgenden Konzeptalbum Blut ließ sich Krull von der Landschaft Transsilvaniens inspirieren. Angeblich fand er sogar heraus, dass manche seiner Vorfahren in den Karpaten lebten. Das Album schließlich dreht sich um Vampirismus. Auf der folgenden Tour mit Obituary, Pitchshifter, und Crematory wurden die neuen Stücke vorgestellt, wobei auf einigen Stücken Alexander Krulls Schwester Yasmin zu hören ist.
Auf der 1995 erschienenen Platte Calling the Rain arbeiteten die Geschwister Krull noch enger zusammen. Der ruhige melancholische Stil dieser Platte unterscheidet sich stark vom ursprünglichen Death-Metal-Stil der Band. Infolgedessen spielten sie auf einem Konzert mit Goethes Erben vor sitzendem Publikum. Das nächste Album entstand in Zusammenarbeit mit Das Ich. Das Konzept von Die Liebe war es Stücke der jeweils anderen Band neu zu arrangieren, und dann gemeinsam aufzunehmen. Mit Erscheinen des Albums Willenskraft kamen wegen der schroffen Texte Vermutungen auf, Atrocity sei rechtsradikal gesinnt. Als Reaktion darauf zerstörte die Band auf dem Wacken Open Air 1996 während des Lieds Willenskraft ein riesiges Hakenkreuz. Sie ging mit den Bands In Flames, Totenmond und Heavenwood auf Tournee.
Werk 80 schaffte es dann 1997, sowohl Fan-Gemeinde als auch Kritiker zu überraschen. Auf der Scheibe befinden sich ausschließlich Songs aus den 1980ern, darunter Tainted Love von Soft Cell, Shout von Tears for Fears, The Great Commandment von Camouflage und The Wild Boys von Duran Duran. Auf diesem Album war auch zum ersten Mal Liv Kristines Stimme zu hören. Sie und Krull haben später geheiratet, ihr Sohn Leon Alexander wurde am 18. Dezember 2003 geboren. Das Paar trennte sich 2016. Nach den Touren mit Haggard, Joachim Witt und Oomph! zum Album verließ Drummer Michael Schwarz die Band, Ersatz fand man in Martin Schmidt. Mit ihm nahm die Band dann auch das zehnte Album Gemini auf, und man wechselte zum Label Motor Music. 2002 gründete Alexander Krull und seine Bandkollegen das Mastersound Studio nahe Stuttgart. Neben den bandeigenen Produktionen wurden viele andere Rock- und Metal-Alben seitdem im Mastersound Studio produziert.
2004 folgte Atlantis mit der Single Cold Black Days. Die Bandmitglieder von Atrocity bilden gemeinsam mit Liv Kristine seit 2003 auch die Band Leaves’ Eyes. Im November 2007 verließen Christian Lukhaup und Moritz Neuner beide Bands. Im Februar 2008 erschien das Album Werk 80 II, bei welchem das Burlesque-Model Dita Von Teese in lasziver Pose das von Ingo Römling gestaltete Cover ziert. Im Mai stieg der erst im Januar gekommene Schlagzeuger Nick Barker wieder aus. Im Oktober 2008 gaben Atrocity bekannt, dass ein neuer Schlagzeuger gefunden wurde. Es ist der aus Los Angeles, USA, stammende Seven Antonopolous. Er stieg auch gleich bei Leaves’ Eyes mit ein.

## Diskografie

### Studioalben
- 1990: Hallucinations (CD/2xCD/LP/2xLP/MC; Nuclear Blast)
- 1992: Todessehnsucht (CD/LP/MC; Roadrunner Records / Warner Music Group) In den USA unter dem Namen Longing for Death veröffentlicht.
- 1994: Blut (CD/2xLP/MC; Massacre Records)
- 1996: Willenskraft(CD/2xCD/LP/MC; Massacre Records)
- 1997: Werk 80 (CD/2xCD/2xLP/MC; Swanlake Records / Massacre Records)
- 2000: Gemini (CD; Motor Music)
- 2004: Atlantis (CD/2xLP; Napalm Records)
- 2008: Werk 80 II (CD/2xCD/LP; Napalm Records)
- 2013: Okkult (CD/LP; Napalm Records)
- 2018: Okkult II (CD/2xCD/LP; Massacre Records)
- 2023: Okkult III (CD/2xCD/LP; Massacre Records)

### Kollaborationen
- 1995: Die Liebe mit Das Ich (CD/LP/MC; Swanlake Records / Massacre Records)
- 1995: Calling the Rain mit Yasmin Krull (CD; Swanlake Records / Massacre Records)
- 2010: After the Storm mit Yasmin Krull (CD/2xCD; Napalm Records)

### Konzertalben
- 2012: Die Gottlosen Jahre (CD+2xDVD/CD+2xDVD-V; Napalm Records)

### Kompilationen
- 1996: Kraft & Wille (Video Collection + The Hunt EP)
- 1999: Non Plus Ultra: 1989-1999 (2xCD/2xMC; Swanlake Records / Massacre Records)
- 2008: Two Originals (3xCD; Massacre Records)

### Demos
- 1988: Instigators (MC; Eigenvertrieb)

### EPs
- 1989: Blue Blood (7”-Vinyl; Nuclear Blast)
- 1996: The Hunt (CD/10"; Massacre Records)
- 2017: Masters of Darkness (CD/7"; Massacre Records)
- 2019: Spell of Blood (7"; Massacre Records)

### Singles
- 1997: Tainted Love (CD; Swanlake Records / Massacre Records)
- 1997: Shout (CD; Swanlake Records / Massacre Records)
- 1998: Das letzte Mal (CD; Swanlake Records / Massacre Records)
- 2000: Sounds of Silence (CD; Motor Music)
- 2000: Taste of Sin (CD; Motor Music)
- 2004: Cold Black Days (CD; Napalm Records)
- 2008: Smalltown Boy / Relax (CD; Napalm Records)

### Sonstige Veröffentlichungen
- 1996: The Definition of Kraft and Wille
- 1997: Split EP mit Righteous Eyes (CD; Nuclear Blast)

### Musikvideos
- 1994: Blut
- 1995: Calling the Rain
- 1995: Die Liebe (mit Das Ich)
- 1996: Love Is Dead
- 2000: Taste of Sin
- 2004: Cold Black Days
- 2008: The Sun Always Shines on TV
- 2009: Fade to Grey
- 2013: Pandaemonium
- 2018: Shadowtaker (Regie: Rainer „Zipp“ Fränzen)